# Neoxanthobasis nigra
Neoxanthobasis nigra är en tvåvingeart som beskrevs av Blanchard 1966. Neoxanthobasis nigra ingår i släktet Neoxanthobasis och familjen parasitflugor. Inga underarter finns listade i Catalogue of Life.